# 行武正刀
行武 正刀（ゆくたけ まさと、1934年（昭和9年）5月11日 - 2009年（平成21年）3月26日）は、日本の医師である。専門は呼吸器学。第二次世界大戦中に毒ガス製造に従事していた元工員らが罹患した後遺症の治療、研究に尽力した。

## 人物
1934年、広島県、現在の三原市で生まれる。1962年（昭和37年）7月、広島大学大学院から当時の忠海病院（現在の呉共済病院忠海分院）に赴任、広島県大久野島における毒ガス製造に従事したことによる後遺症で入院していた元工員らを診療し、その治療法を研究した。晩年にはイラン・イラク戦争における毒ガス被害者や現地医師への国際的協力も行った。現在、忠海分院の症歴室には、行武が診療した約4,200人の患者カルテが保管されている。
2009年3月26日午後3時23分、肺癌のため広島市中区の病院で死去した（満74歳歿）。

## 著書
- 『一人ひとりの大久野島　毒ガス工場からの証言』ドメス出版、2012年。ISBN 978-4-8107-0772-4